# Old World
Old World est un jeu vidéo historique de stratégie au tour par tour 4X développé par Mohawk Games et édité par Hooded Horse publié en accès anticipé le 5 mai 2020 pour Microsoft Windows. Le jeu sort finalement en juillet 2021.

## Système de jeu
Old World est un jeu vidéo de stratégie au tour par tour qui se déroule à l'époque antique avec un système comparable à d'autres jeux 4X tels que la série Civilization tout en intégrant également une simulation de dynastie et des éléments narratifs rappelant la série Crusader Kings,,,.     
Old World est le deuxième jeu développé par le studio américain Mohawk Games (le premier étant Offworld Trading Company), qui a été fondé en 2013 et dirigé par Soren Johnson qui avait auparavant été le concepteur principal de Civilization IV. Le 28 avril 2020, Mohawk Games a annoncé que le jeu serait disponible en accès anticipé le 5 mai 2020 via Epic Games Store. 